# A Jigsaw
Pour les articles homonymes, voir Jigsaw.
A Jigsaw est un groupe de folk et blues portugais, originaire de Coimbra. Il est formé par le Trio João Rui, Jorri et Susana Ribeiro. Leur son est caractéristique du multi-instrumentalisme, composé d'une guitare et d'un harmonica, d'un banjo et d'une contrebasse ou des castagnettes, d'une grosse caisse traditionnelle ou d'un violon.

## Histoire
L'inspiration pour le nom Jigsaw vient de la chanson Jigsaw You du groupe belge dEUS ; l'inspiration pour la Musique vient de noms comme Johnny Cash, Bob Dylan, Leonard Cohen ou Nick Cave.
Le groupe se forme en 1999 et en 2004, lié au label Rewind Music, avec l'EP From Underskin. En 2008, avec le single Lion's Eyes Louder, extrait de leur premier album Letters from the Boatman, ils atteignent les sommets de l'émission A3-30 d'Antena 3, et sont invités à se produire en directe lors de l'émission de célébration des 14 ans de la même station de radio. En 2009, ils sortent l'album conceptuel From Underskin. La même année, ils sortent l'album-concept Like the Wolf.
En 2011, ils sortent l'album Drunken Sailors and Happy Pirates, attirant l'attention internationale, étant mentionnés par le magazine français Les Inrockuptibles, The Guardian et Ruta66 en Espagne. En 2012, ils jouent au Festival para Gente Sentada aux côtés de groupes tels que Tindersticks.

## Discographie
- 2004 : From Underskin (EP)
- 2007 : Letters from the Boatman
- 2009 : Like the Wolf
- 2010 : Like the Wolf - Uncut
- 2011 : Drunken Sailors and Happy Pirates